# McDonnell Douglas MD-11
El McDonnell Douglas MD-11 és un avió comercial trimotor de fuselatge ample i de mitjà-llarg abast, amb dos motors muntats en suports situats a sota de les ales i el tercer a la base de l'estabilitzador vertical. Fou fabricat en un primer moment per McDonnell Douglas i, des de la fusió de les dues empreses, per Boeing.

## Disseny
El MD-11 era un derivat del McDonnell Douglas DC-10-60, però amb el fuselatge més allargat i una millora substancial en els motors, utilitzant el CF6-80C2 o el Pratt & Whitney PW4000, amb els que es buscava minimitzar la despesa de combustible i també amb diverses millores en l'aviònica.

## Història operativa
Oficialment es va llençar el 30 de desembre de 1986, amb diversos compromisos que, finalment no es van arribar a firmar i a finals de 1987 tan sols tenia 30 comandes.Tenia capacitat per a 410 passatgers i es van construir unes 200 unitats abans que Boeing retallés el programa en adquirir McDonnell Douglas.
El 20 de desembre de 1990 va entrar en servei a Finnair però l'MD-11 no mostrava un bon rendiment i les xifres de vendes no van pujar. Els últims que es van construir van ser 2 unitats MD-11F de càrrega que es van entregar a Lufthansa Cargo el gener de 2001.
Malgrat que des del 2014 no hi ha cap aerolínia que el faci servir per al transport de passatgers, diverses empreses de logística encara l'utilitzen per al transport de mercaderies.